# Wolfgang Meyer (Soziologe)
Wolfgang Meyer (* 5. Juni 1959 in Ludwigshafen am Rhein) ist ein deutscher Soziologe.

## Leben
Meyer studierte von 1982 bis 1989 Soziologie, Politische Wissenschaft und Zeitgeschichte an der Universität Mannheim. 1997 wurde er an der Philosophischen Fakultät der TU Chemnitz-Zwickau promoviert. Seit 2002 stellvertretender Leiter des CEval, Centrum für Evaluation an der Universität des Saarlandes. Seine Habilitation erfolgte 2013 durch die Fakultät für Empirische Humanwissenschaften der Universität des Saarlandes. 2015 wurde er zum Adjunct Professor an der Uganda Technology an Management University (UTAMU), School of Business and Management in Kampala, Uganda ernannt. Ende September 2020 erhielt er von der Universität des Saarlandes den Titel außerplanmäßiger Professor. Zu seinen Forschungsschwerpunkten zählen Umweltsoziologie, Arbeitsmarktforschung, Regionalentwicklung und Evaluationsforschung. Er gehört außerdem zu den Gründungsmitgliedern der Gesellschaft für Evaluation (DeGEval) und ist in mehreren internationalen Fachorganisationen insbesondere im Bereich der Evaluation nachhaltiger Entwicklung und Entwicklungszusammenarbeit aktiv. Gegenwärtig ist er Sprecher der Thematischen Arbeitsgruppe Evaluation von Nachhaltigkeit der European Evaluation Society (EES) und Mitglied der Steuerungsgruppe des International Program for Development Evaluation Training (IPDET).

## Schriften (Auswahl)
- Evaluation of Sustainable Development Goals between Ambition and Reality. How the Agenda 2030 challenges the Evaluation practice In: Zeitschrift für Evaluation 20/2 2020.
- Mit Stockmann, R. und Taube L. (Herausgeber): Institutionalisation of Evaluation in Europe. Palgrave 2020.
- Mit Hense, J., Boettcher, W. und Kalmann, M. (Herausgeber): Evaluation: Standards in unterschiedlichen Handlungsfeldern. Einheitliche Qualitätsansprüche trotz heterogener Praxis?  Waxmann 2019.
- Evaluation in und von Organisationen. In: Liebig, S.; Matiaske, W. & Rosenbohm, S. Handbuch Empirische Organisationsforschung. Springer 2017
- Mit Stockmann, R.: Evaluation of Sustainable Development. In: von Hauff, M. & Kuhnke, C. Sustainable Development Policy. A European Perspective. Routledge, Abingdon/New York, 2017
- Einführung in die Grundlagen der Entwicklung von Indikatoren. In: Wroblewski, A.; Kelle, U. & Reith, F. Gleichstellung messbar machen. Grundlagen und Anwendungen von Gender- und Gleichstellungsindikatoren. VS, Wiesbaden, 2016
- Mit Stockmann, R.: The Future of Evaluation. Global Trends, New Challenges, Shared Perspectives. Palgrave Macmillan, Basingstoke, 2016, ISBN 978-1-137-37637-4
- Professionalisierung von Evaluation – ein globaler Blick. In: Zeitschrift für Evaluation Jg. 14, H. 2
- Transnationale Netzwerke, Organisationen und Institutionen im Kontext von Arbeitsmarkt und Wohlfahrtsstaatsregimen. In: Filsinger, D., Lüsebrink, H.J. & Rampeltshammer, L., Interregionale Gewerkschaftsräte. Nomos, Baden-Baden, 2015
- Mit Hennefeld, V. & Silvestrini, S.: Nachhaltige Evaluation? Auftragsforschung zwischen Praxis und Wissenschaft. Festschrift für Reinhard Stockmann. Waxmann, Münster, 2015
- Mit Schopper, S. & Stockmann, R.: Gemeinsames bedarfs- und qualitätsorientiertes globales Lernen. Entwicklung eines Blended-Learning-Masterstudiengangs „Evaluation“ in Costa Rica, Deutschland und Uganda. In: Arnold, R., Wolf, K. & Wanken, S. Offene und kompetenzorientierte Hochschule. Bd. 1 zur Fachtagung „Selbstgesteuert, kompetenzorientiert und offen?!“. Schneider Verlag Hohengehren, Baltmannsweiler, 2015
- Großregion ohne Grenzen? Handlungskoordination jenseits von Staat und EU am Beispiel der Arbeitsmarktpolitik. In: Lorig, W., Regolot, S. & Henn, S. Großregion SaarLorLux – Anspruch und Wirklichkeit. Union Stiftung, Saarbrücken, 2015
- Mit Stockmann, R.: Evaluation. Eine Einführung. 2. Auflage, Verlag Barbara Budrich, Leverkusen, 2014
- Mit Albrecht M., Elbe J., & Elbe S.: Analysing and Evaluating Regional Governance Networks. Three Challenges for Applications. In: Evaluation Volume 20(I), 2014: S. 58–74
- Mit Stockmann R.: Functions, Concepts and Methods for Evaluation Research. Palgrave Macmillan, Basingstoke, 2013
- Mit Emrich E. & Rampeltshammer, L.: Die Universität des Saarlandes in sozio-ökonomischer Perspektive. Ausgewählte Analysen sozialer und wirtschaftlicher Effekte. Universaar, Saarbrücken, 2013
- Mit Rech J.: Determinanten der Evaluationskultur. Das Beispiel Entwicklungszusammenarbeit. In: Hense J., Rädiker S., Boettcher W., Widmer T. Forschung über Evaluation: Bedingungen, Prozesse und Wirkungen. Waxmann, Münster
- Should Evaluation be revisited for Sustainable Development? In: Raggamby, A.v. & Rubik, F. Sustainable, Evaluation and Policy Making. Theory, Practice, and Quality Assurance. Edward Elgar, Cheltenham, 2012
- Mit Guenther D. E. & Mella A. H.: La Evaluación – Un Nuevo Tema Para La Comunidad Científica De La República Dominicana? In: Sociales Volume 5, 2012: S. 41–54
- Vertical Dimension of Social Integration: Grassroots Activities for Managing Sustainability. In: Pati, R. N. & Schwarz-Herion, O. Sustainable Development – Issues and Perspectives. D.K. Printworld, New Delhi, 2007
- Mit Stockmann R. & Knoll T.: Soziologie im Wandel. Universitäre Ausbildung und Arbeitsmarktchancen in Deutschland. Leske+Budrich, Opladen, 2002
- Individuelle Erwerbschancen in Ostdeutschland. Auswirkungen des wirtschaftsstrukturellen Wandels. Deutscher Universitätsverlag, Wiesbaden, 1997